# Analogion
L'analogion (in greco Ἀναλόγιον) è un leggìo o un basamento inclinato su cui si collocano l'evangeliario o le icone nelle Chiese ortodosse o nelle Chiese cattoliche di rito orientale. Può avere quattro piedi o un solo piede al centro; in genere viene ricoperto da un velo o striscia di stoffa. 
In genere è posizionato vicino l'iconostasi ed è usato per la venerazione delle icone; essendo mobile, può essere spostato facilmente e durante la Divina liturgia viene usato per la proclamazione del Vangelo. Viene usato anche per la celebrazione del sacramento della confessione al posto del confessionale usato nella Chiesa cattolica.